# Jeepers Creepers 3
Série
Jeepers Creepers 2 Jeepers Creepers: Reborn
(2022)
Pour plus de détails, voir Fiche technique et Distribution.
Jeepers Creepers 3  est un film d'horreur américain, écrit et réalisé par Victor Salva, sorti  en 2017. L'action du film se déroule entre Jeepers Creepers : Le Chant du Diable et Jeepers Creepers 2.

## Synopsis
L'histoire prend place juste après la fin de Jeepers Creepers. La Créature vient de s'envoler avec Daryl, et sa sœur, Trish, attend ses parents au commissariat. La police arrive sur place et encercle la camionnette du monstre. Ils y trouvent de nombreux corps sans vie et des pièges mortels pour quiconque s'en approche. Danny, chef de la police, décide de se lancer à la poursuite du Creeper avec une équipe d'hommes qui ont tous des comptes personnels à régler avec la Bête. Pendant ce temps, Addison, qui habite chez sa grand-mère, doit faire face à la folie apparente de cette dernière, qui a perdu son fils, Kenny, 23 ans plus tôt, disparu sur la route avec sa petite amie, Darla, le soir du Bal de Promotion. Kenny apparaît régulièrement à sa mère : c'est ainsi qu'elle sait qu'il est mort, puisque son corps n'a jamais été retrouvé. Seuls Daryl et Trish l'ont vu dans la cave de l'église qui a ensuite été incendiée dans le premier film. Kenny prévient sa mère que le Creeper va venir récupérer quelque chose qui lui appartient et qui a été enterré devant la maison. Très vite, le monstre se met à nouveau en quête de proies pour terminer son cycle en ayant dévoré suffisamment d'âmes.

## Fiche technique
- Titre original : Jeepers Creepers 3
- Réalisation : Victor Salva
- Scénario : Victor Salva
- Musique : Andrew Morgan Smith
- Photographie : Don E. FauntLeRoy
- Production : Michael Ohoven et Jake Seal
- Société(s) de production : American Zoetrope, Ansgar Media, Infinity Films, Myriad Pictures, The Cartel
- Société(s) de distribution : American Zoetrope
- Pays d'origine :    États-Unis
- Genres : Horreur
- Durée : 100 minutes
- Date de sortie   :  
  -  États-Unis : 26 septembre 2017[1] (sortie limitée)

## Distribution
- Jonathan Breck : le Creeper
- Meg Foster : Gaylen Brandon
- Gabrielle Haugh : Addison Brandon
- Stan Shaw : sherif Dan Tashtego
- Joyce Giraud : officier Dana Lang
- Jordan Salloum : Kenny Brandon
- Tamsin Sparks : Terra Bowers
- Ryan Moore : Kirk Mathers
- Brandon Smith : officier Davis Tubbs
- Gina Philips : Trish Jenner (caméo)
- Christine Ko : Kiya Wong

## Production
Après de nombreuses rumeurs quant à la production d'un troisième opus, le tournage du film s'est finalement déroulé de février  à avril 2017

## Diffusion télévisée
Le film a été diffusé sur la chaîne américaine Syfy le 28 octobre 2017. Sur le créneau horaire de 21 h, le film a été regardé par 1.372 million de télé-spectateurs.

## Sortie DVD
À ce jour, le film n'a pas été édité en DVD en France, ni aucun coffret regroupant les trois films. 